# 百姓代
百姓代（ひゃくしょうだい）とは百姓身分で、名主（庄屋）、組頭（年寄）と並ぶ村方三役のひとつ。名主と組頭に対する村の百姓たちの代弁者であり、名主の不正を監視する役目でもあった。名主と組頭が世襲か特定家系の持ち回りなのに対して、百姓代は村民の総意で選ばれるのが通例だった。史料や記録が少なく、名主組頭と違ってどの村にも置かれていたという訳ではなかったようである。
北海道や樺太および北方領土にも百姓代に相当する役職「土産取」があり、蝦夷（アイヌ）の有力者が松前藩や箱館奉行の行う撫育政策（オムシャ）で任命された。幕末になると土産取は百姓代に改称されている。